# Richard J. Welch

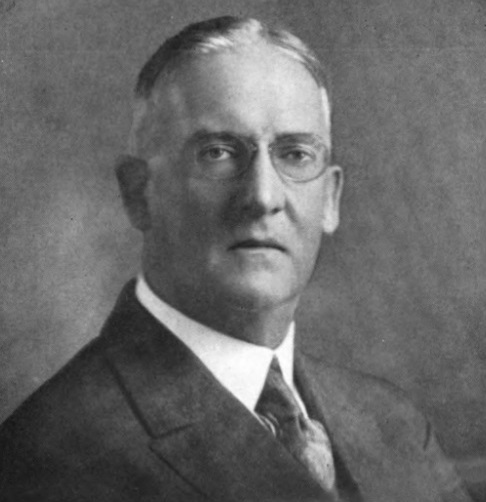
Richard J. Welch, 1950

Richard Joseph Welch (* 13. Februar 1869 im Monroe County, New York; † 10. September 1949 in Needles, Kalifornien) war ein US-amerikanischer Politiker. Zwischen 1926 und 1949 vertrat er den Bundesstaat Kalifornien im US-Repräsentantenhaus.

## Werdegang
Noch in seiner Jugend kam Richard Welch nach San Francisco. Er besuchte die öffentlichen Schulen seiner alten und neuen Heimat. In Kalifornien begann er als Mitglied der Republikanischen Partei eine politische Laufbahn. Zwischen 1901 und 1913 saß er im Senat von Kalifornien. In den Jahren 1903 bis 1907 war er Hafenmeister von San Francisco. In diese Zeit fiel das schwere Erdbeben, das 1906 große Teile dieser Stadt zerstörte. Zwischen 1916 und 1926 amtierte er als Landrat im San Francisco County.
Nach dem Tod des Abgeordneten Lawrence J. Flaherty wurde Welch bei der fälligen Nachwahl für den fünften Sitz von Kalifornien als dessen Nachfolger in das US-Repräsentantenhaus in Washington, D.C. gewählt, wo er am 31. August 1926 sein neues Mandat antrat. Nach zwölf Wiederwahlen konnte er bis zu seinem Tod am 10. September 1949 im Kongress verbleiben. Zwischen 1929 und 1931 war er Vorsitzender des Committee on Labor; seit dem 3. Januar 1949 leitete er den Ausschuss zur Verwaltung der staatlichen Ländereien (Committee on Public Lands). Während seiner Zeit im Kongress wurden dort seit 1933 die New-Deal-Gesetze der Bundesregierung unter Präsident Franklin D. Roosevelt verabschiedet, denen Welchs Partei eher ablehnend gegenüberstand. Seit 1941 war auch die Arbeit des Kongresses von den Ereignissen des Zweiten Weltkrieges und dessen Folgen geprägt. Im Jahr 1933 wurde der 20. und der 21. Verfassungszusatz ratifiziert.
Richard Welch wurde auf dem Holy Cross Cemetery in San Francisco beigesetzt.